# Нечаївська Віра Йосипівна
Нечаївська Віра Йосипівна (псевдонім Плужанка) (7 вересня 1895, Умань — 26 грудня 1972, Київ) — українська письменниця, громадсько-політична діячка. Член Української Центральної Ради.

## Біографія
Народилась у місті Умань у сім'ї почесного громадянина цього міста. Закінчила Уманське комерційне училище, вчителювала в земських школах Уманського повіту (1913—1916) та школах Прилуцького повіту (поч. 1920-х рр.).
1917 поступила в Київський комерційний інститут, брала участь у студентському й жіночому русі. Учасниця Всеукраїнського національного конгресу 1917, на якому виступила з промовою та була обрана до Української Центральної Ради як представниця Українського жіночого союзу.
Після 1918 відійшла від активної політичної діяльності, учителювала, працювала за фахом, у 1920-х рр. займалася літературною діяльністю, публікувалася в газетах та журналах.
Дружина основовоположника світової трансплантології Юрія Вороного.
Померла у місті Київ. Похована на Байковому цвинтарі.